# Autoresponder
Autoresponder – program lub opcja w programie służąca do automatycznego odpowiadania rozmówcy - przy próbie kontaktu wysyła jako odpowiedź wiadomość o ustalonej z góry treści. 
Często występuje jako opcja w programie pocztowym umożliwiająca szybkie wysłanie odpowiedzi do nadawcy e-maila. Jest także wykorzystywany w komunikatorach internetowych oraz na IRC-u jako informacja dla nadawcy wiadomości, że adresata nie ma w danej chwili przy komputerze.
Przy pomocy wielokrotnego autorespondera pocztowego można w kolejnych odpowiedziach na jeden otrzymany e-mail przesyłać zainteresowanej osobie treść kolejnych odcinków jakiegoś kursu. Jednokrotny autoresponder może wysyłać w odpowiedzi na maile aktualną wersję jakiegoś pliku (np. oferty, cennika, itp.).
W chwili obecnej autoresponder to już nie tylko skrypt wysyłający wiadomości, ale system obsługujący klientów. Można za jego pomocą przeprowadzać ankiety, segregować kontakty w zależności od wybranych klientów oraz tworzyć i przetwarzać statystyki.